# Shine a Light (álbum de Bryan Adams)
Shine a Light es el decimocuarto álbum de estudio del cantautor canadiense Bryan Adams, lanzado el 1 de marzo de 2019 por Polydor Records. La canción principal del álbum, coescrita por Ed Sheeran, fue lanzada el 17 de enero de 2019. El álbum debutó en el número uno en la lista de álbumes canadienses.

## Lista de canciones
| N.º | Título                                                            | Productores(s) | Duración |  |
| 1.  | «Shine a Light»                                                   | Bryan Adams    | 3:25     |  |
| 2.  | «That's How Strong Our Love Is» (con Jennifer Lopez)              | Adams          | 3:32     |  |
| 3.  | «Part Friday Night, Part Sunday Morning»                          | Adams          | 3:13     |  |
| 4.  | «Driving Under the Influence of Love»                             | Adams          | 2:38     |  |
| 5.  | «All or Nothing»                                                  | Adams          | 2:58     |  |
| 6.  | «No Time for Love»                                                | Adams          | 2:03     |  |
| 7.  | «I Could Get Used to This»                                        | Adams          | 1:48     |  |
| 8.  | «Talk to Me»                                                      | Adams          | 3:05     |  |
| 9.  | «The Last Night on Earth»                                         | Adams          | 3:06     |  |
| 10. | «Nobody's Girl»                                                   | Adams          | 2:44     |  |
| 11. | «Don't Look Back»                                                 | Adams          | 3:28     |  |
| 12. | «Whiskey in the Jar»                                              | Adams          | 3:45     |  |
| 13. | «I Hear You Knockin' (Bonus Track)» (solo lanzamiento para Japón) | Adams          | 3:55     |  |

## Posicionamiento en listas
| Chart (2019)                  | Mejor posicionamiento en listas |
| ----------------------------- | ------------------------------- |
| Australia (ARIA)              | 7                               |
| Austria (Ö3 Austria)          | 2                               |
| Bélgica (Ultratop flamenca)   | 10                              |
| Bélgica (Ultratop valona)     | 43                              |
| Canadian Albums (Billboard)   | 1                               |
| República Checa (ČNS IFPI)    | 32                              |
| Países Bajos (Album Top 100)  | 37                              |
| Francia (SNEP)                | 147                             |
| Irlanda (IRMA)                | 50                              |
| Nueva Zelanda (RMNZ)          | 2                               |
| Polonia (ZPAV)                | 47                              |
| España (PROMUSICAE)           | 16                              |
| Suiza (Schweizer Hitparade)   | 2                               |
| Reino Unido (UK Albums Chart) | 2                               |